# Herinneringsteken voor de Ridders van de Gulden Spoor
Het Herinneringsteken voor de Ridders van de Gulden Spoor (Duits: Erinnerungszeichen für die Ritter vom Goldenen Sporn) werd op 10 april 1918 officieel door Karel van Oostenrijk, apostolisch koning van Hongarije ingesteld. Het Herinneringsteken, het mocht beslist geen ridderorde van de Hongaarse Kroon zijn, werd aan de 47 ridders van de Gulden Spoor toegekend die op 30 december 1916, de dag van de kroning van Karel I van Oostenrijk tot Karel IV van Hongarije, in Ofen waren geridderd.

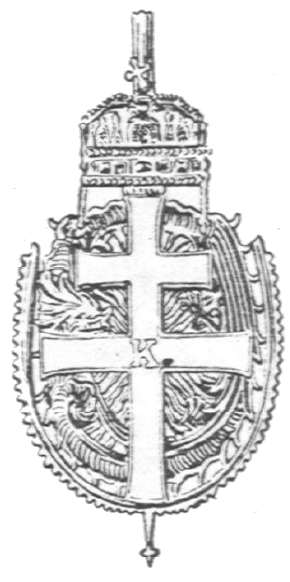
Versiersel

In 1917 werd er voor het eerst een voorstel tot het instellen van een "ordeteken" aan de keizer en koning voorgelegd. Daarover was sinds 1792 aangedrongen maar de opeenvolgende koningen hadder er van afgezien. Karel I ging akkoord en het overkoepelende "k. und k. Ministerium des kaiserlichen und königlichen Hauses und des Äußern" ging aan het werk. Omdat Oostenrijk en Hongarije in een Dubbelmonarchie verenigd waren moest dit ministerie dat beide de affaires van beide staten waarnam met een voorstel komen. Ook nu bleek de politieke verlamming van de in verval geraakte Donaumonarchie, Oostenrijk en Hongarije konden het over de kostenverdeling, meestal droeg Hongarije 36,4% van de kosten, niet eens worden. Pas in december 1917 kwam men tot het compromis om de kosten ten laste van het Hongaarse kroningsbudget te laten vallen.
Prof. Joseph Hoffmann had in de tussentijd aan een ereteken gewerkt en de eerste schets werd in juni 1917 aan de voor dergelijke ontwerpen verantwoordelijke sectiechef baron Rhemen voorgelegd. De bureaucraat gelastte dat een krans van olijfbladeren moest worden toegevoegd. In het uiteindelijk goedgekeurde ontwerp werd deze krans weer weggelaten.
Op 21 april 1918 werden de statuten van het Herinneringsteken voor de Ridders van de Gulden Spoor in het Amtsblatt officieel bekendgemaakt. De statuten voorzien "evenals in het verleden" niet in een maximaal aantal ridders, ze laten de apostolisch koning ook de vrijheid om later meer ridders van de Gulden Spoor te benoemen die zich voor de kroning of voor koning en staat verdienstelijk hadden gemaakt. Bij de kroning zouden 50 ridders de ridderslag ontvangen, door ziekte of vervoersproblemen ontbraken drie van de kandidaten. De statuten gaan op hun positie en rechten niet in.

## Het herinneringsteken

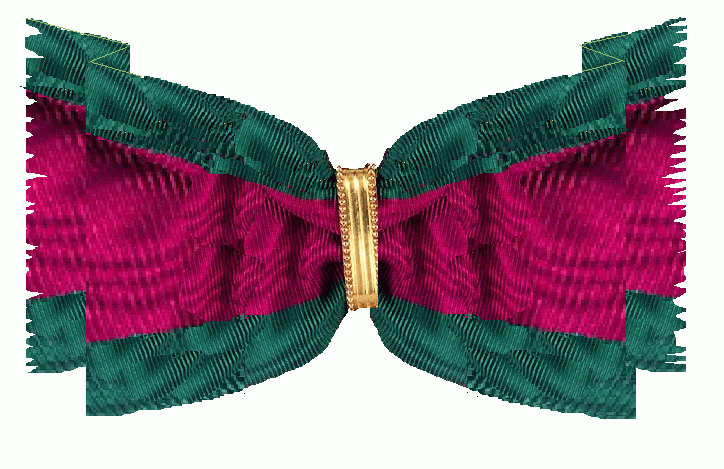
Lint

Het herinneringsteken is een in goud gevat ivoorkleurig geëmailleerd patriarchaal kruis met vier armen zoals dat volgens de Hongaarse traditie sinds 1001 met toestemming van Paus Sylvester II in het Wapen van Hongarije is afgebeeld. Op het kruis herinnert een kleine gouden "K" aan de stichter die in het Hongaars "Karoly" werd genoemd. Boven het kruis is de Heilige Stefanskroon geplaatst. Achter het kruis is een groen geëmailleerde draak te zien die zich in de staart bijt. Een Orde van de Draak was al in de late middeleeuwen een ridderorde van de Hongaarse koningen. Koning Sigismund van Hongarije stelde de orde in 1400 in om de adel aan zich te binden en Hongarije tegen de oprukkende Turken te verdedigen. Onder draak en kruis is een met de punt naar beneden gericht gouden spoor gemonteerd.
Het verguld zilveren versiersel is 67 millimeter hoog en 44 millimeter breed. Het werd om de hals gedragen aan een 37 millimeter breed karmijnrood lint met de twee groen zijden strepen van de Hongaarse Orde van Sint-Stefanus. Het versiersel werd met een door de kroon gestoken ring aan het lint gedragen.
De achterzijde van het ondanks de slechte situatie van de Oostenrijks-Hongaarse oorlogseconomie kostbaar uitgevoerde herinneringsteken was vlak, alleen de achterzijde van de draak was fijn geciseleerd. In deze periode waarin metalen schaars waren werden gouden zilver bij onderscheidingen steeds vaker vervangen door brons en oorlogsmetaal zoals zink. Alleen bij de hoogste Oostenrijks-Hongaarse onderscheidingen werd nog gebruikgemaakt van zilver en goud.
De keizer en koning liet vastleggen dat het versiersel alleen aan een lint om de hals mocht worden gedragen. Van miniaturen, insignes op de borst of op het revers van een geklede jas was geen sprake. De dragers waren ook geen ridders in de Orde van de Gulden Spoor, zij waren door hun ridderslag op persoonlijke titel ridder van de Gulden Spoor. Daaraan ontleenden zij hun persoonlijke en niet erfelijke adeldom.
In het handgeschreven Koninklijk Besluit van 10 april 1918 werd vastgelegd dat de erfgenamen van een ridder van de Gulden Spoor het versiersel na diens dood als aandenken mochten houden. De administratie en de uitvoering van de regeling werd in handen van de Hongaarse Premier Dr. Sandór Wekerle gelegd.

## De Militia Aurata in Europa
De eervolle titel van een ridder van de Gulden Spoor behorende tot een "Militia Aurata" is een oud en eerbiedwaardig instituut binnen de Europese ridderstand. Het gebruik om Ridders van de Gulden Spoor te benoemen is in ieder geval volgens de middeleeuwse literatuur terug te volgen tot de door Keizer Constantijn (274- 340) gevormde "Militia Aurata" of Gouden Militie die bij de Milvische Brug streed. Paus Sylvester I zou een Orde van de Gulden Spoor hebben ingesteld in zijn pontificaat dat van 314 tot 335 duurde. Dat het instituut zo oud is werd door de middeleeuwers nog grif geloofd, moderne historici plaatsen de eerste ridder van de Gulden Spoor in de bloeitijd van de ridderlijk ideaal in de late middeleeuwen. Zeker is dat paus Gregorius XIII tijdens zijn van 1572 tot 1580 durende regeringsperiode een Militia Aurata instelde die aan het Pauselijke Hof was verbonden. Deze militie is de kiem van de latere Pauselijke Orde van de Gulden Spoor die ook nu nog bestaat.
Ridders van de Gulden Spoor werden in de middeleeuwen vermeld. Deze geprivilegieerde ridders droegen gouden sporen en met goud versierde wapenuitrustingen. Men vond ze in diverse Europese landen. Het dragen van vergulde sporen was op zich niet uitzonderlijk, veel edellieden hadden hun sporen, bij uitstek een symbool van hun ridderschap en adeldom, laten vergulden zodat het onderscheid niet gemakkelijk kon worden gemaakt tussen een ridder van de Gulden Spoor en een "gewone" ridder. Daarvan is de door de Vlamingen gewonnen Guldensporenslag van 1302 een getuige.
In 1159 heeft keizer Frederik I Rosso Portario tot ridder van de Gulden Spoor gemaakt door hem de ridderslag te geven.

### Geschiedenis van de Militia Aurata in Hongarije
Behalve de door de pausen en Roomse keizers aangewezen ridders werden in Hongarije sinds het begin van de 14e eeuw ridders van de Gulden Spoor gecreëerd bij de kroningen van de koning van Hongarije. Het ritueel stamt uit de periode dat het Huis Anjou over Hongarije regeerde maar de oudste 14 teboekgestelde ridderslagen vonden in 1608 plaats toen Matthias II werd gekroond.
De latere keizerin Maria Theresia sloeg in 1741 na haar kroning tot koningin van Hongarije 25 edelen en 19 burgers tor ridder.
Omdat gedeeltelijk vergulde harnassen niet meer werden gedragen en de adel op eigen gezag vaak vergulde sporen droeg waren de ridders van de Gulden Spoor niet als zodanig herkenbaar. Een diploma werd evenmin uitgereikt. Men sprak in de wandeling van de "goldritter"
In 1792 verzocht de Hongaarse graaf Cziraky in een petitie om de instelling van een ster die door de "Equies Aureatus" op de borst kon worden gedragen. Leopold II van Oostenrijk ging op de herhaalde verzoeken om een zichtbaar teken van het ridderschap niet in en ook zijn opvolgers stemden niet met een dergelijk versiersel in.
Na de kroning met de Heilige Stefanskroon begaf de nieuwe koning of koningin zich naar de troonzaal van het slot in Ofen waar hij of zij meerdere door het Palatijn voorgedragen mannen met het zogenaamde "Zwaard van de Heilige Stefanus" tot ridder sloeg. In 1867 werd de lijst van 22 kandidaten die door Frans Jozef I zouden worden geridderd voor het eerst onder ministeriële verantwoordelijkheid door de Hongaarse premier Gyula Andrássy voorgedragen. Er werd in 1867 nagedacht over een onderscheidingsteken voor een Ridder van de Gulden Spoor maar daarvan kwam niets.
De ridderslag voor een groep ridders van de Gulden Spoor vond op 30 december 1916 voor het laatst plaats bij de kroning van keizer Karel I van Oostenrijk tot Karel IV van Hongarije. De nieuwe apostolisch koning had 51 officieren en vaandrigs van het Oostenrijks-Hongaarse leger laten voordragen voor deze eer. De helft van hen stamde uit de oude Hongaarse adel. Een deel van de voorgedragen ridders had in de op dat moment woedende Eerste Wereldoorlog aan het front gevochten en een aantal was invalide geraakt. De haastige kroning zorgde ervoor dat slechts 47 tijdens de kerstdagen opgeroepen ridderkandidaten op tijd in Ofen arriveerden waar de militairen in hun grijze velduniform werden geridderd.
Ten tijde van de haastig georganiseerde kroning van de laatste Habsburgse heerser op de Hongaarse troon schreef Reinhard Freiherr v. Bibra een verhandeling waarin hij een op de hoed gedragen "miniatuur van een gulden spoor met daarboven een Aigrette van veren" het uiterlijk kenmerk van een goudridder noemde. Historische bewijzen zijn er voor zijn bewering niet.
De archieven van de Hongaarse Kroon zijn in de Tweede Wereldoorlog grotendeels verloren gegaan en tijdens de communistische dictatuur werd weinig of geen onderzoek naar een onderwerp als de ridders van de Gulden Spoor gedaan. De resterende bescheiden liggen in archieven in Wenen en in Hongarije.